# الحبلة (عسير)
منتزه الحبلة، يعتبر أحد المنتزهات الواقعة في منطقة عسير جنوب غربي السعودية، إذ يبعد حوالي 52 كيلاً عن مدينة أبها و40 كيلومتراً عن مدينة خميس مشيط.

## نبذة
تعود تسمية الحبلة بهذا الاسم نسبة إلى قرية الحبلة بالقرب من المنتزه الواقعة بمركز الواديين؛ التي كان يستخدم فيها السكان الحبال كوسيلة للتنقل ونقل المؤن والبضائع وذلك لصعوبة تضاريس المنطقة، أما حالياً فقد أصبحت بلدة نموذجية ذات الخدمات المتكاملة التي تخدم سكانها. كما توجد بها وسيلة النقل بالكابلات للسياح وزوار المكان، وكان أهلها يعيشون بمعزل عن الناس لصعوبة الأتصال، وكانت وسيلة الأتصال الوحيدة بالأسواق والأماكن القريبة منهم هي تسلق الجرف الصخري الحاد بسلالم يصنعونها من الحبال، وكانوا يعتمدون عليها في الصعود والنزول، وفي نقل احتياجاتهم.

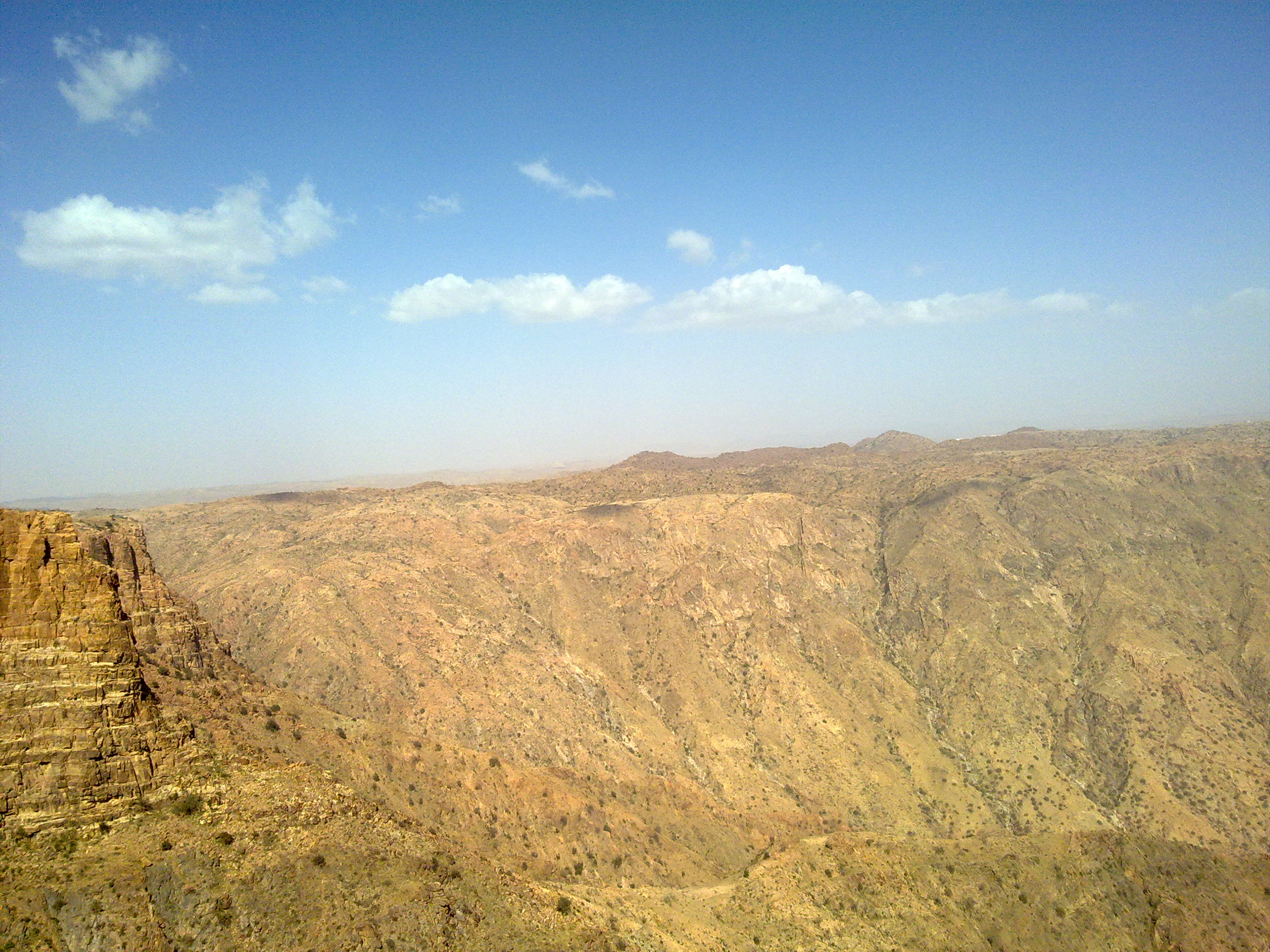
من النواحي المحيطة بالمنتزه

## الحبلة والسكان
ما أن علم الملك فيصل بن عبدالعزيز آل سعود بمعاناة سكان الحبلة حتى أمر ببناء قرية حديثة لهم عُرفت بقرية الملك فيصل الخيرية، وقد أُقيمت في مكان منبسط وانتقل إليها كافة سكان الحبلة، وأصبح المكان القديم مكاناً سياحياً حيث نجحت الشركة السياحية بتحويله إلى منتجع سياحي عن طريق إقامة عدد من المشروعات السياحية مثل: إنشاء بعض الوحدات السكنية الحديثة المزودة بالخدمات ووسائل الترفيه كالسباحة والألعاب الأخرى، وفي أعلى المطل الذي يشرف على القرية القديمة أُقيم مطعم يقدم الوجبات المتعددة للزوار، وأُقيمت أيضاً العربات المتحركة التلفريك، كما ساهمت وسائل المواصلات الحديثة في اعتناء بعض المواطنين بمزارعهم القديمة حيث خُصصت لاستقبال الزوار وتناول المشروبات وأصناف المأكولات.

## وصلات خارجية
- قصة قرية معزولة تحولت لمنتجع سياحي عالمي الحبلة.
- الحبلة متعة السياحة في حضن المرتفعات والصخور.